# Trifolium oliganthum
Trifolium oliganthum là một loài thực vật có hoa trong họ Đậu. Loài này được Steud. miêu tả khoa học đầu tiên.